# Mihovil Abramič
Mihovil Abramić, hrvaški arheolog, * 12. maj 1884, Pulj, † 8. maj 1962, Split.
Študiral je arheologijo in zgodovino starega veka na Dunaju. Delal je na Arheološkem inštitutu na Dunaju in bil tudi ravnatelj Arheološkega muzeja v Ogleju. Po prvi svetovni vojni pa je delal v Arheološkem muzeju v Splitu. 
Ukvarjal se je z antično arheologijo in epigrafiko, proučeval je grško kolonizacijo na Jadranu, ilirsko kulturo in rimsko dobo. Vodil je razna arheološka izkopavanja, v večini v Dalmaciji in urejal Vestnik za dalmatinsko arheologijo in zgodovino. 
Leta 1918 je na Ptuju je odkril največje Mitrovo svetišče s svojim kolegom Viktorjem Skrabarjem.